# People for the Ethical Treatment of Animals
People for the Ethical Treatment of Animals (PETA – mais comumente o estilizado PeTA) (em português: Pessoas pelo Tratamento Ético dos Animais) é uma organização não governamental de ambiente (ONGA) fundada em 1980, a qual já conta com mais de 2 milhões de membros e se dedica aos direitos animais.
A PETA tem, como lema:
| “                                                                          | \| Animals are not ours to eat, wear, experiment on, or use for entertainment \| Animais não são nossos para comer, vestir, usar em experiências ou para entretenimento \| | ” |
| Animals are not ours to eat, wear, experiment on, or use for entertainment | Animais não são nossos para comer, vestir, usar em experiências ou para entretenimento                                                                                     |   |

Também promove educação sobre o assunto, investigações, pesquisas, resgate de animais, envolvimento de celebridades e campanhas de protesto.
No entanto seu trabalho é controverso. Existem relatos que esta ONG já tenha matado milhares de animais.

## Atuação
Seus mais de 2 milhões de ativistas contam com orçamento anual superior a 30 milhões de dólares – gerado com arrecadações de fundos, pagamento de taxas pelos integrantes e vendas de camisetas e produtos –, e o escritório da organização em Norfolk ocupa quatro andares e emprega mais de cem funcionários (nenhum dos quais consome ou usa qualquer espécie de produto animal). Tais doações são monitoradas pela Activistfacts, uma entidade cujo objetivo é revelar ao público as fontes de doações de ONGAs como a PETA.
A organização está engajada na causa de proteger animais de todos os atos de exploração humana desnecessária e abusiva. Ela aplica pressão implacável sobre as grandes cadeias de lanchonetes e conduz uma operação clandestina de espionagem na comunidade científica que realiza pesquisas com animais, visando a expor suas práticas de laboratório desumanas.
Por sua atuação radicalista, a PETA não é uma unanimidade entre os amantes e protetores de animais. Sua presidente e cofundadora, Ingrid Newkirk, descreveu o objetivo geral da organização como "a total liberação dos animais". Isso significa que a ONGA é contra o consumo de carne e leite, contra os zoológicos, circos, lã, couro, caça, pesca e até animais de criação ou estimação. A PETA também é contra toda e qualquer pesquisa médica que inclua o uso de animais.